# Saint Clair Family Estate
Saint Clair Family Estate (Saint Clairegendomen), grundad 1978 av Neal och Judy Ibbotson, var en av de första privatägda vingårdarna i Marlborough, Nya Zeeland. Namnet Saint Clair härstammar från familjen Sinclair som var med och byggde det första huset i byn Blenheim. Under tidens gång ändrades slutligen namnet till Saint Clair. Druvorna på gården såldes ursprungligen till lokala vinföretag, men en önskan om att höja kvaliteten på druvorna ledde slutligen år 1994 till etableringen av Saint Clair Estate Wines.
Hela familjen Ibbotson, som förutom Neal och Judy består av tre barn, är idag involverade i familjeföretaget Saint Clair. Vad som gör Saint Clairs viner så speciella är de människor som är involverade i vinprocessen, marknadsför dem och säljer dem, enligt Ibbotson själv. Chefsvinmakare på gården är Matt Thomson som 2008 vann den internationella tävlingen "White Winemaker of the year" i London. Saint Clair får årligen motta flera priser för sina viner.